# Beaumais
Beaumais (bomɛⓘ) – miejscowość i gmina we Francji, w regionie Normandia, w departamencie Calvados.
Według danych na rok 1990 gminę zamieszkiwało 157 osób, a gęstość zaludnienia wynosiła 15 osób/km² (wśród 1815 gmin Dolnej Normandii Beaumais plasuje się na 729. miejscu pod względem liczby ludności, natomiast pod względem powierzchni na miejscu 476.).